# Ig
Ig (IPA: [iːk]) községközpont és község (járás) Szlovéniában, Közép-Szlovénia régióban. A település központjában található az Ižica folyó forrása. Ig közelében több római kori maradvány található. A Szent Márton templomot 1291-ben említik először. A jelenlegi barokk stílusú templomot 1720 körül építették fel. A Zonek erődítmény 1700 körül lett megújítva, ma női börtönként működik.

## A község (járás) települései
Brest, Dobravica, Golo, Gornji Ig, Ig, Iška, Iška Loka, Iška vas, Kot, Kremenica, Matena, Rogatec nad Želimljami, Sarsko, Selnik, Staje, Strahomer, Škrilje, Tomišelj, Visoko, Vrbljene és Zapotok.